# Лада (футбольный клуб, Димитровград)
«Ла́да» — российский футбольный клуб из города Димитровграда Ульяновской области, существовавший с 2017 до 2021 года. В сезонах 2019/20 и 2020/21 выступал в Первенстве ПФЛ. В 2025 году название «Лада» получил клуб «Оргэнергострой» (Димитровград).

## История
В начале 2017 года на смену выступавшему в 2013—2016 годах в третьем дивизионе (Первенство ЛФК) в зоне «Приволжье» клубу «Димитровград» был основан клуб «Торпедо-Димитровград» (в свою очередь возникший на базе команды «Север», участвовавшей в городских соревнованиях Димитровграда (в 2015 году) и Ульяновска (2016)), который возглавил Марс Сахабутдинов. В первом сезоне команда заняла первое место в Первенстве МФС «Приволжье» и стала финалистом Кубка третьего дивизиона.
На следующий год переименованная в «Ладу» команда заняла 2-е место в первенстве и вновь дошла до финала кубка МФС «Приволжье». В том же году «Лада» выступила в розыгрыше Кубка России сезона 2018/19 годов, где провела один матч, уступив 30 июля дома в 1/128 финала «Ладе-Тольятти» — 2:2, 5:6 (по пенальти). Были намерения заявиться в Первенство ПФЛ 2018/19, но предварительное решение, принятое губернатором Ульяновской области Сергеем Морозовым по окончании сезона 2017, не было выполнено по финансовым причинам.
Перед сезоном 2019/20 клуб был заявлен в Первенство ПФЛ, в группу «Урал-Приволжье» (главным тренером стал Ринат Аитов, до этого входивший в тренерский штаб ульяновской «Волги»), в Кубке России команда в 1/256 финала 20 июля 2019 года на выезде проиграла «Химику-Августу» из Вурнар 0:2. До начала подготовки к Первенству ПФЛ команда сыграла несколько матчей в Первенстве МФС «Приволжье»-2019 (затем там продолжила выступления молодёжная команда «Лада-Университет», домашние матчи она стала проводить на стадионе «Старт» в Заволжском районе Ульяновска). В Первенстве ПФЛ к зимней паузе клуб пришёл, находясь на 5-м месте, опережая ульяновскую «Волгу» на три строчки, несмотря на то, что бюджет «Лады» был во много раз меньше, чем у клуба из областного центра, при этом официально владеющая командой администрация Димитровграда в финансировании клуба участия не принимала. В декабре Аитов был переведён на должность главного тренера «Волги», его место занял Сахабутдинов. В связи с событиями, связанными с пандемией коронавируса, первенство возобновлено не было; итоги были утверждены по промежуточным результатам. На сезон 2020/21 де-юре главным тренером был назначен Константин Парамонов. В конце мая после ухода Парамонова и. о. главного тренера стал Сахабутдинов. В двух заключительных матчах «Лада» обыграла пермскую «Звезду» (дома, 4:0) и сыграла в гостях вничью 2:2 с «Тюменью» (после первого тайма проигрывала 0:2, а во втором тайме второй мяч забила на 88-й минуте, играя в меньшинстве после удаления), ничья стоила «Тюмени» места в ФНЛ.
16 июня 2021 года стало известно, что в списке клубов Второго дивизиона, получивших лицензии РФС на сезон 2021/22, «Лады» нет.
В 2025 году клуб «Оргэнергострой» (Димитровград) был переименован в «Ладу» в связи с финансовыми проблемами, в сезоне 2025 года «Лада» выступает в Третьей лиге (зона МФС «Приволжье»).

## Стадионы
Домашний стадион — «Торпедо» в Димитровграде. Планировалось также задействовать для игр стадион «Строитель», где предполагалось постелить искусственный газон и отремонтировать систему освещения. На «Строителе» команда играла в 2017 году. В весенней части сезона 2020/21 домашние матчи проводились на ульяновском стадионе «Старт», заключительная домашняя игра перед расформированием была проведена на стадионе «Торпедо» в Димитровграде. В сезоне 2025 домашний стадион «Торпедо» в Димитровграде

## Цвета формы
С 2019 года — сине-жёлтые цвета, до этого команда играла в красно-белой форме.

## Достижения
- Первенство МФС «Приволжье» среди ЛФК (III дивизион):

 Победитель первенства МФС «Приволжье»: 2017
 Серебряный призёр первенства МФС «Приволжье»: 2018
- Финальный турнир Первенства России среди любительских футбольных клубов:

 Серебряный призёр: 2017
- Кубок Федерации футбола Республики Татарстан

 Победитель: 2020